# جان گاردنر
جان گاردنر محقق ارشد دانشگاه آکسفورد و دانشکدهٔ آل سولز و صاحب کرسی استادی فلسفه حقوق آکسفورد است. مقالات او در زمینهٔ فلسفه، حقوق، اخلاق و عدالت و .. در مجلات گوناگون از جمله مجلهٔ آکسفورد چاپ شده است. خانوادهٔ او اصالتاً آلمانی بود؛ پدرش استاد ارشد دانشگاه گلاسکو و مادرش نیز معلم دبیرستان بود. او در ۱۱ جولای ۲۰۱۹ در ۵۴ سالگی به دلیل ابتلا به بیماری سرطان از دنیا رفت.

## تحصیلات
وی از سال ۱۹۷۰–۱۹۸۲ در آکادمی گلاسگ حضور پیدا کرد و سال بعد در دانشگاه آکسفورد موفق به دریافت مدارک BAوBCA(Bachelor of law and Bachelor of civil law)وMA وPHD زیر نظر اساتیدی همچون جوزف راز و تونی هانر شد. از سال ۲۰۰۰–۲۰۱۶ کرسی استادی دانشگاه آکسفورد را در رشتهٔ فلسفهٔ حقوق که قبل از ان در اختیار هربرت هارت و رونالد دورکین بوده است، در اختیاردارد. قبل از ان در سال‌های ۱۹۹۶–۲۰۰۰ رشتهٔ حقوق را در کینگز کالج لندن مطالعه کرد؛ و همچنین از او مقالات گوناگونی در ژورنال‌های متعدد من جمله ژورنال مطالعات حقوقی و حقوق و فلسفه و نیز ژورنال فلسفه اخلاقی آکسفورد به چاپ رسیده است. او در زندگی تحت تأثیر این ۳ شخص بوده است: هربرت هارت، جوزف راز و تونی اونوره.

## کتاب‌ها
1. قانون شبه جرم برای چیست؟
2. ایا قانون اساسی نوشته می‌تواند وجود داشته باشد؟
3. هارت در مشروعیت /عدالت و اخلاق.
4. قانون چه طور ادعا می‌کند و چه چیزی را ادعا می‌کند.
5. فضیلت عدالت و طبیعت قانون.
6. ایدهٔ عدالت.
7. قانون به مثابهٔ جهشی از ایمان.

## حقوق و اخلاق
وی در این مقاله به تبیین رابطهٔ میان حقوق و اخلاق می‌پردازد. به عقیدهٔ او حقوق و اخلاق در بسیاری موارد مکمل یکدیگر بوده و خلاءهای یکدیگر را پوشش می‌دهند. اما نمی‌توان گفت که تمام قوانین دارای اهداف اخلاقی هستند؛ چرا که اولا همهٔ آنان از روی قصد ساخته نشده‌اند مثل حقوق عرفی که منبعث از اقدامات جامعه می‌باشد و نه ارادهٔ قانونگذار؛ و در مورد قوانینی که با قصد پیشینی قانونگذار شکل گرفته است نیز باید گفت که گاهی تحمیل و اجرای آن‌ها از نظر اخلاقی نیز توجیه می‌شوند؛ مثلادر مورد قانونی که رانندگی را به واسطهٔ چراغ قرمز راهنمایی و رانندگی در یک تقاطع شلوغ منع می‌کند، گفته می‌شود که این قانون از نظر اخلاقی سخن می‌گوید؛ اما اگر این چراغ قرمز در یک محل بدون رفت‌وآمد قرارداشته باشد، در اینجا تعهد قانونی برای توقف در پشت آن چراغ قرمز، تعهد اخلاقی ایجاد نمیکندو از نظر اخلاقی نا موجه است. در واقع آنچه که باعث اجرای قوانین در جامعه می‌گردد تعدد اخلاقی نسبت به اطاعت از قانون نیست بلکه پیش‌بینی ضمانت اجراها و تهدیدات مؤثر است؛ و همین‌طور اگر بگوییم همه پیامدهای اخلاقی بایستی درون قانون وجود داشته باشند آنگاه در صورت برخورد هنجارهای قانونی با هنجارهای اخلاقی، قانونی بودن قانون به نفع سایر اصلاحات اخلاقی در قانون قربانی می‌گردد و در چنین موقیعیت‌هایی ممکن است قضات به راحتی و به نحو موجهی از قانون خارج شوند و قانون خاصیت قانونی بودن خود را ازدست بدهد؛ لذا نمی‌توان دلیل محکمی مبنی بر اینکه قانون همواره اخلاقی است ارایه کرد وباید قوانین با نگاهی تردید آمیز برسی شوند تا ببینیم که چه موارد غیر منطقی و غیراخلاقی ای را با ظاهر ادعای اخلاقی برای خود به ما تحمیل می‌نمایند.

## مشروعیت قانون
وی در این مقاله برداشت‌های متفاوتی که ممکن است از واژهٔ قانون شود مورد بررسی قرار می‌دهد. همهٔ این مطالب می‌بایستی به صورت یکپارچه مورد بررسی قرار گیرند؛ قبل از این که توضیح فلسفی و کاملی از ماهیت قانون داده شود. من با تمایز بین قوانین (ایجاد شده توسط بشر) و قانون ژانر که این قوانین به ان تعلق دارند شروع می‌کنم. این موضوع من را به سمت تمایز بین قانونی که متعلق به یک نظام حقوقی خاص است و قانون (ژانر این قوانین) هدایت می‌کند.
فلسفه فرهنگ‌نویسی نیست به گفتهٔ جوزف راز. توضیح و تشریح ماهیت قانون همان توضیح و تشریح واژهٔ قانون و موارد مشابه ان نیست. ما از حرکت‌های مجاز در بازی شطرنج و عملیات‌های غیرمجاز در برنامه‌های کامپیوتری حرف می‌زنیم. چیزی که مارا به تردید بیندازد در مورد این کاربردها وجود ندارد. این‌ها به نوعی اعتراض به تفسیر و توضیحی که از قانون می‌شود که طبق ان قانون منطق قانون نیست یا برنامه‌های کامپیوتری نمی‌توانند غیرمجاز عمل کنند نیست. این به نوعی اعتراض است به تفسیری که از ماهیت قانون می‌شود که بر طبق ان قوانین سوئد قانون نیستند یا برطبق ان دولت آمریکا غیرقانونی نمی‌تواند عمل کند. در این مقاله من به اختصار دربارهٔ تضاد بین مفاهیم مختلف قانون و قانونی بودن توضیح می‌دهم و ان هارا مقایسه می‌کنم. همهٔ این مفاهیم بایستی در توضیحی کامل از ماهیت قانون گنجانده شوند. برای نشان دادن پیچیدگی‌های ان من عمدتاً روی کارهربرت لیونل آدولفوس هارت تمرکز می‌کنم. هارت حساسیت‌های زیادی به ابهاماتی که من در ذهنم دارم نشان داده است و به همین دلیل از بسیاری از این ابهامات دوری می‌کند.